# Galium maritimum
Espèce
Le Gaillet maritime (Galium maritimum) est une plante herbacée méditerranéenne de la famille des Rubiacées.

## Liste des variétés
Selon Tropicos (12 juin 2015) (Attention liste brute contenant possiblement des synonymes) :
- Galium maritimum var. angustifolium Sennen
- Galium maritimum var. latifolium Sennen
- Galium maritimum var. laxiflorum Lange
- Galium maritimum var. villosum (Lam.) DC.